# 遙かなる旅路の果てに
ミュージカル・プレイ『遙かなる旅路の果てに』（はるかなるたびじのはてに）は宝塚歌劇団のミュージカル作品。18場。
作・演出は太田哲則。
併演作品は『ショー・アップ・ショー』。

## 概要
※『宝塚歌劇100年史（舞台編）』の宝塚大劇場公演を参考にした。
19世紀末の革命前夜の帝政ロシアを舞台に、貧民窟に生きる青年と貴族の令嬢による恋愛作品。
全場面、八百屋舞台を使用している。

## あらすじ
※『宝塚歌劇100年史（舞台編）』の宝塚大劇場公演を参考にした。
賭博三昧の虚無的な生活を続けていたサビーニンは、新任のモスクワ師団長の娘エレーナに心を惹かれる。エレーナもまた、反発しながらもサビーニンに心が動いていく。しかし彼の胸に飛び込むには彼女はあまりにも誇り高かった。そんな時、皇帝暗殺未遂事件が起き、師団長を解任されたエレーナの父が自殺してしまう。

## 公演期間と公演場所
- 1987年2月13日 - 3月24日[3]（新人公演：3月3日[4]）　宝塚大劇場
- 1987年6月4日 - 6月30日[5]（新人公演：6月16日[6]）　東京宝塚劇場

## スタッフ
※氏名の後ろに「宝塚」、「東京」の文字がなければ両公演共通のデータ。
- 作曲・編曲：吉崎憲治
- 編曲：橋本和明
- 音楽指揮：橋本和明（宝塚）、伊沢一郎（東京）
- 振付：ジム・クラーク
- 装置：石浜日出雄、関谷敏昭
- 衣装：任田幾英
- 照明：今井直次
- 小道具：榎本満春
- 効果：中屋民生
- 音響監督：松永浩志
- 演出助手：正塚晴彦、中村暁
- 製作担当：横山美次（東京）
- 制作：田中拓助

## 主な配役
※氏名の後ろに「宝塚」、「東京」の文字がなければ両公演共通のデータ。
本公演
- ビクトール・カールロビッチ・サビーニン - 高汐巴
- エレーナ・プローゾロワ - 秋篠美帆
- ミハイル・カラトゥゾフ - 大浦みずき
- オリガ・イワノーヴナ - ひびき美都
- ニコライ大尉 - 朝香じゅん
- プローゾロワ侯爵 - なかいおり
- プローゾロワ侯爵夫人 - 北小路みほ
- アンドレイ・シャムラーレフ - 幸和希
- アーニャ - 水原環
- マローニン刑事 - 瀬川佳英
- セルゲイ - 深山しのぶ
- オリビエ・ローラン - 宝純子
- フェージャ - 南海里
- メリヤノフ署長 - 大空希望
- アーストロフ少尉 - 安寿ミラ
- マイスキー少尉 - 真矢みき
- ラザレフ - 真汐ちなみ

新人公演
- ザビーニン - 真矢みき
- エレーナ - 香坂千晶
- ミハイル - 安寿ミラ
- オリガ - 華陽子
- ニコライ大尉 - 宝芽里
- プローゾロフ侯爵 - 大樹ひろと
- 侯爵夫人 - 夏目佳奈
- アンドレイ - 草の芽もゆ
- アーニャ - 詩乃優花
- イリーナ - ?（宝塚）、今日舞子（東京）